# Järvenjärvi
Järvenjärvi är en sjö i kommunen Vaala i landskapet Norra Österbotten i Finland. Arean är 45 hektar och strandlinjen är 2,99 kilometer lång. Sjön  ingår i Uleälvens huvudavrinningsområde.   Den ligger omkring 61 kilometer nordväst om Kajana och omkring 500 kilometer norr om Helsingfors. 
Söder om Järvenjärvi ligger Alajärvi och Järvenjärvi ligger nordväst om Keskijärvi. 